# Broniszów (gromada)
Broniszów – dawna gromada, czyli najmniejsza jednostka podziału terytorialnego Polskiej Rzeczypospolitej Ludowej w latach 1954–1972.
Gromady, z gromadzkimi radami narodowymi (GRN) jako organami władzy najniższego stopnia na wsi, funkcjonowały od reformy reorganizującej administrację wiejską przeprowadzonej jesienią 1954 do momentu ich zniesienia z dniem 1 stycznia 1973, tym samym wypierając organizację gminną w latach 1954–1972.
Gromadę Broniszów z siedzibą GRN w Broniszowie utworzono – jako jedną z 8759 gromad na obszarze Polski – w powiecie nowosolskim w woj. zielonogórskim na mocy uchwały nr V/18/54 WRN w Zielonej Górze z dnia 5 października 1954. W skład jednostki weszły obszary dotychczasowych gromad Broniszów, Jarogniewice i Radwanów ze zniesionej gminy Broniszów w tymże powiecie. Dla gromady ustalono 10 członków gromadzkiej rady narodowej.
31 grudnia 1961 gromadę zniesiono, a jej obszar włączono do nowo utworzonej gromady Mirocin Średni w tymże powiecie.